# Florian Noack
Florian Noack (né le 15 janvier 1990 à Auderghem) est un pianiste belge.
Il étudie le piano dès l'âge de 4 ans avec Yuka Izutsu, par ailleurs professeur au Conservatoire royal de Mons, puis avec Michel Wiggers.
Admis en 2001, à l'âge de onze ans, à la Chapelle musicale Reine Élisabeth, il se perfectionne ensuite avec Abdel Rahman El Bacha, Brigitte Engerer, Dmitri Bachkirov, Vitaly Margulis.
Il est lauréat du prix ECHO Klassik 2015 en tant que « Jeune artiste de l'année », ainsi que de plusieurs autres concours, dont le Concours international Robert-Schumann pour clavier et chant.
En 2013 et 2014, il publie deux disques des œuvres pour piano de Sergueï Liapounov.
En 2017, il reçoit l'octave « artiste de l'année » décernée lors des Octaves de la musique. En 2018, celui de « musique classique » pour l’ingéniosité de ses transcriptions et pour la justesse de son interprétation dans son « Album d’un voyageur ».
Le 10 août 2019, Florian Noack fait la création de la pièce pour piano STEAMBOAT
de Christian Lauba au théâtre Max Jacob de Quimper lors du festival Les Semaines Musicales.